# 美属萨摩亚地理

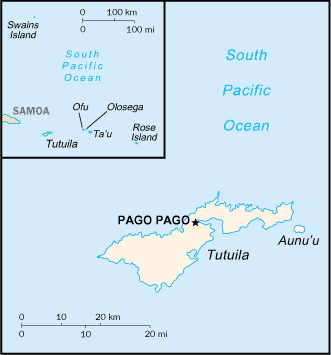
美屬薩摩亞地圖

美属萨摩亚位于大洋洲，土地面积199 km²（76.8平方英里），比華盛頓哥倫比亞特區稍大，包含5个火山岛与2个珊瑚环礁。另外，罗斯环礁是美国领地的最南端。

## 地貌
5个火山岛上崎岖不平，土地贫瘠。

### 沼泽地
美属萨摩亚的主要沼泽如下：
- 图图伊拉岛
  - Faimulivai Marsh，该地是美属萨摩亚唯一产荸荠的地方。
  - Lalopapa Marsh
  - Palapalaloa Marsh
  - Taufusi Marsh
- 马努阿群岛
  - Ta`ü Marsh
  - Vaoto Marsh*

## 气候
美属萨摩亚地处热带。在每年的12月到3月间，美属萨摩亚常受飓风袭击。

## 自然资源
主要资源为浮岩。